# It's Raining Again
Singles de Supertramp
Breakfast in America (Live)
(1981) My Kind of Lady
(1983)
It's Raining Again est une chanson de Supertramp écrite par Roger Hodgson, mais créditée (Davies/Hodgson) et se retrouve sur l'album ...Famous Last Words... paru en 1982. La chanson a détenu la première place du classement musical français le 29 octobre 1982 selon l'IFOP.

## Classements
| Classement (1982-1983)                 | Meilleure position |
| -------------------------------------- | ------------------ |
| Suisse (Schweizer Hitparade)           | 2                  |
| Norvège (VG-lista)                     | 6                  |
| Belgique (Flandre Ultratop 50 Singles) | 6                  |
| Allemagne (Media Control AG)           | 3                  |
| Autriche (Ö3 Austria Top 40)           | 7                  |
| Pays-Bas (Nederlandse Top 40)          | 6                  |
| Nouvelle-Zélande (RMNZ)                | 19                 |
| Royaume-Uni (UK Singles Chart)         | 26                 |
| France (SNEP)                          | 1                  |